# Kameanka-Dniprovska
Kameanka-Dniprovska (în ucraineană Кам`янка-Дніпровська) este orașul raional de reședință al raionului Kameanka-Dniprovska din regiunea Zaporijjea, Ucraina. În afara localității principale, nu cuprinde și alte sate. Descoperirile făcute în situl arheologic din apropiere conțin indicii că aici s-ar fi aflat reședința unui puternic rege al Sciției din sec. al IV-lea î.Hr. (probabil Atheas).

## Demografie
Componența lingvistică a orașului Kameanka-Dniprovska
     Rusă (73,19%)
     Ucraineană (26,26%)
     Alte limbi (0,22%)
Conform recensământului din 2001, majoritatea populației orașului Kameanka-Dniprovska era vorbitoare de rusă (73,19%), existând în minoritate și vorbitori de ucraineană (26,26%).